# Villa Adlon

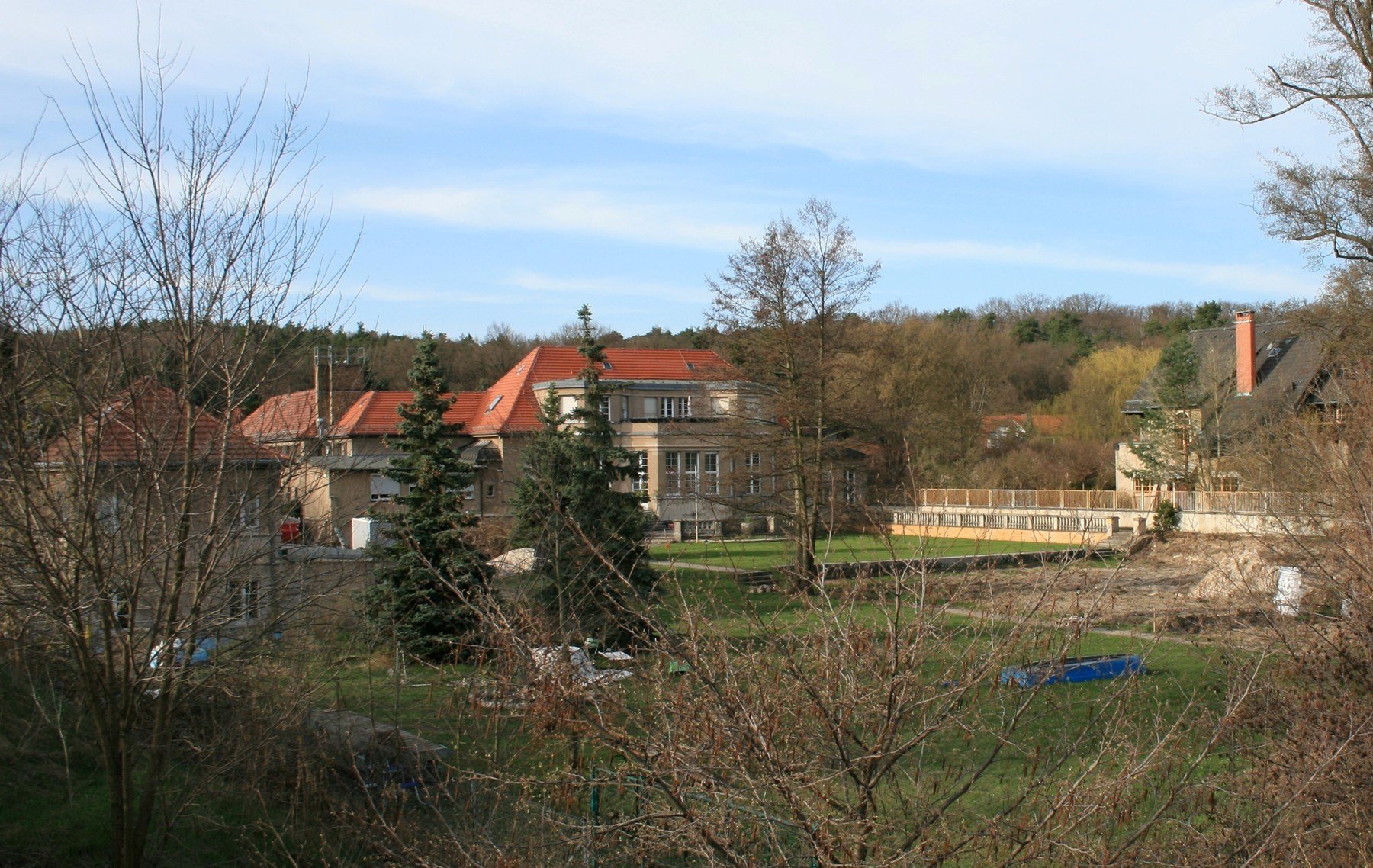
Villa Adlon

Die Villa Adlon ist eine 1925 im Stil des Neobarock erbaute großbürgerliche Villa im Potsdamer Stadtteil Neu Fahrland am Lehnitzsee (Adresse: Am Lehnitzsee 2) und steht seit 1994 unter Denkmalschutz.

## Geschichte
Die Villa wurde im Auftrag des Hoteliers Louis Adlon nach einem Entwurf von Hans Rottmayer erbaut. Der Komplex verbindet Elemente des Neobarock mit expressionistischen Raumentwürfen. Er besteht aus einem eingeschossigen zentralen Hauptgebäude, einem Kavaliershaus und einem Bootshaus auf einem 5100 Quadratmeter großen Grundstück.
Nach Adlons Tod 1945 diente die Villa während der Potsdamer Konferenz kurzzeitig als Unterkunft sowjetischer Marineangehöriger. In der DDR wurde sie als Kinderklinik sowie später als Schule für Zivilverteidigung genutzt. Nach 1989 nutzte die Landesakademie für öffentliche Verwaltung des Bundeslandes Brandenburg den Komplex, bis sie 2008 auszog. Der Besitz war zwischenzeitlich wieder an die Adlon-Erben übertragen worden. 2011 kaufte die Unternehmerin Mathilda Huss die Villa zusammen mit ihrem damaligen Lebensgefährten, dem CDU-Mitglied Wilhelm Wilderink. Die Immobilie ist im Besitz der Gästehaus am Lehnitzsee GmbH.
Nach Recherchen des Recherchenetzwerks Correctiv war die Villa am 25. November 2023 Tagungsort für ein hochkarätiges Treffen von Rechtsextremen mit unter anderem AfD- und CDU-Politikern und zwei Mitgliedern des Vereins Werteunion, bei dem über einen „Masterplan“ zur praktischen Umsetzung der Vertreibung von Millionen Menschen aus Deutschland gesprochen worden sei. Danach erhielt das Haus viele Stornierungen und Absagen. Die Verbreitung dieser Information wurde mittlerweile von mehreren Gerichten verboten. Laut einem Bericht der Zeit war die Villa bereits in den Jahren zuvor ein „wichtiger Treffpunkt prominenter rechter Kreise“ gewesen. So habe sich dort der ehemalige Verfassungsschutzpräsident Hans-Georg Maaßen mit hochrangigen AfD-Politikern ausgetauscht, darunter Maximilian Krah. T-Online zufolge hielt auch die rechtslibertäre Friedrich A. von Hayek-Gesellschaft in der Villa ein Treffen ab.
Im Gästehaus am Lehnitzsee soll seit geraumer Zeit der dänische Rassentheoretiker und Miteigentümer der Human Diversity Foundation, Emil O. W. Kirkegaard (Pseudonym: William Engman), wohnen, der auch für seine apologetischen Ansichten gegenüber sexuellem Kindesmissbrauch bekannt ist. Kirkegaard gab zuvor an, nach seinem Zuzug nach Deutschland auf dem Gelände eines AfD-Politikers untergekommen zu sein.

## Villa Adlon als Drehort
Für die dritte Staffel von Babylon Berlin wurden auf dem Grundstück der Villa Außenaufnahmen gedreht.